# HMAS Maroubra
HMAS „Maroubra” – australijski okręt pomocniczy służący w Royal Australian Navy (RAN) w okresie II wojny światowej jako kuter patrolowy. Okręt został zatopiony przez japońskie samoloty 10 maja 1943 w pobliżu Milingimbi.

## Historia

### „Maroubra”
Statek „Maroubra” został wodowany w Brisbane w 1930, jego pierwszym właścicielem była firma Australian Petroleum. Statek liczył 20 metrów długości, 5,58 metrów szerokości, a jego zanurzenie wynosiło do 1,89 metra. Napęd zapewniały maszty i żagle oraz 4-cylindrowy silnik Gardner o mocy 72 KM, prędkość maksymalna statku wynosiła 8 węzłów, a ekonomiczna - 6 węzłów. Wyporność jednostki wynosiła 49 ton, a tonaż - 52 GT, 21 NT. Cena statku wyniosła 600 funtów.

### HMAS „Maroubra”
„Maroubra” została zarekwirowana przez RAN 20 marca 1942, do służby weszła 21 września jako HMAS „Maroubra” (FY 40). 23 października została wykupiona od poprzednich właścicieli za 2500 funtów.
W czasie wojny okręt stacjonował w Darwin, gdzie służył jako pomocniczy okręt transportowy i kuter patrolujący północne i północno-wschodnie wybrzeże Australii.
5 października 1943 okręt stał zakotwiczony przy wyspie Milingimbi, na jego pokładzie znajdowało się około 30 ton zaopatrzenia (paliwo, oleje i smary) przeznaczone dla lotniska Royal Australia Air Force znajdującego się na wyspie. Około godziny 9.30 rano lotnisko zostało zaatakowane przez grupę japońskich myśliwców Mitsubishi A6M z których trzy zaatakowały „Maroubrę”. Ostrzelany z działem 20 mm, okręt stanął w ogniu i zatonął bez strat w załodze.